# Дичев, Ивайло
Ива́йло Стефа́нов Ди́чев (28 марта 1955, София — 6 ноября 2023) — болгарский журналист писатель и культурный антрополог, профессор Софийского университета. Автор романов, рассказов, новелл, научных публикаций по философии, эстетике, культурологии.

## Биография
Родился в 1955 году в Софии, в семье писателя Стефана Дичева и художницы Лиляны Дичевой. Окончил гимназию в 1973 году. Изучал английскую филологию в Софийском университете, окончил в 1979 году. Работал редактором в газете «Орбита», затем редактором в издательстве «Болгарский писатель» (1985—1987).
С 1990 года ассистент кафедры логики, этики и эстетики в Софийском университете. Специализировался в Сорбонне (1991). Защитил диссертацию на тему «Проблемът за автора и целостта на творбата» в Софийском университете (1992). Окончил докторат на факультете истории и семиотики текста и образа в Университете Париж VII в 1996 году. Хабилитирован по социологическим наукам с диссертацией на тему «Культурные реинкарнации дара в современную эпоху» (2001). Доцент (1998 г.) и профессор (2003 г.) философского факультета Софийского университета, директор магистерской программы по культурной антропологии (2002).
В конце жизни страдал от ряда хронических заболеваний, вызвавших отказ иммунной системы. Умер от бронхопневмонии 6 ноября 2023 года.

## Литературная и публицистическая деятельность
Ивайло Дичев известен как писатель и публицист. Автор произведений художественной литературы, эссе, предисловия к роману Дж. Оруэлла «1984», киносценария (фильм «Заплахата» («Угроза»), 1980), составитель сборников произведений. Первый рассказ «Континентът потъва» («Континент тонет») опубликован в 1977 году в журнале «Пульс» (болг. Пулс). Книги переведены на несколько иностранных языков.
Представляет творческое поколение 1980-х, ориентированное на идейно-эстетические основы постмодернизма. Центральная тема произведений — самоидентификация личности в современном мире распадающихся социальных и моральных норм. Более поздние работы носят экспериментальный и синкретический характер. Явления жизни рассматриваются в разрезе современных философских, социологических и литературных теорий. Выразительные средства языка расширены за счет включения графических элементов — шрифтов, рисунков, фотографий. В произведениях 1990-х годов демонстрируется «научность» и «литературность», подчёркнуты интеллектуальная дистанция и аморфность ценностей личности.
Колумнист ряда болгарских и европейских изданий, в последние годы сотрудничал с болгарской редакцией Deutsche Welle. Лауреат престижных журналистских премий: «Паница» (1999), Гран-при академии «Черноризец Храбър» (2002), премии Союза журналистов Болгарии «Димитър Пешев» (2005) за вклад в утверждение общечеловеческих ценностей, основанных на этнической и религиозной толерантности и диалоге между культурами.

## Научная деятельность
Работал в области эстетики, затем обратился к общественным наукам, сосредоточил внимание на вопросах политической культуры, городской антропологии и балканской идентичности.
Автор книг и эссе по проблемам эстетики, социологии, философии и культурной антропологии. Издавал междисциплинарный интернет-журнал «СеминарБГ».

### Монографии
- «Еротика за авторство» («Эротика авторства»), София, 1991
- Albanie utopie. Huis clos dans les Balkans (фр.) («Албания-утопия. У закрытых ворот Балкан»), Париж, 1996 (составитель и автор)
- Donner sans perdre. L'échange dans l’imaginaire de la modernité (фр.) («Отдавать, не теряя. Обмен в воображении современности»), Париж, 2000
- «Дарът в епохата на неговата техническа възпроизводимост» («Дар в эпоху его технической воспроизводимости»), София, 1999
- «От принадлежност към идентичност» («От принадлежности к идентичности»), София, 2002.
- «Пространства на желанието, желания за пространство» («Пространства желания, желания пространства»), София, 2005
- «Граждани отвъд местата? Нови мобилности, нови граници, нови форми на обитаване» («Граждане вне мест? Новые мобильности, новые границы, новые формы обитания»), София, 2009
- «Културата като дистанция. Единадесет есета по културна антропология» («Культура как дистанция. 11 эссе по культурной антропологии»), София, 2016
- «Културни сцени на политическото» («Культурные сцены политического»), София, 2019

### Эссе
- «Граници между мен и мен» («Границы между мной и мной»), сборник эссе, София, 1990.
- «Буквализми. Разказоиди» («Буквализмы»), сборник миниатюр, София, 1991.

### Художественная литература
- «Уча се да плача» («Я учусь плакать»), рассказы, София, 1979.
- «Звезден календар» («Звёздный календарь»), рассказы, София, 1982.
- «Идентификация», роман, София, 1987.
- «Миг след края на света» («Момент после конца света»), рассказы, София, 1988.